# 中村良平
中村 良平（なかむら りょうへい、1953年 - ）は、都市経済、地域経済を専門とする日本の経済学者、岡山大学社会文化科学研究科教授。

## 経歴
香川県高松市に生まれ、幼い時期は岡山市、新居浜市、丸亀市などに住んだ。香川県立高松高等学校を卒業し、補習科を経て京都大学に進んだ。
1977年に京都大学工学部衛生工学科を卒業し、筑波大学大学院社会工学研究科に進んで都市・地域計画学を専攻し、1984年に「Econometric analysis of urban agglomeration economies and amenity values（都市における集積の経済とアメニティ価値に関する計量経済分析）」により筑波大学から学術博士を授与された。これは、社会工学研究科として最初の博士号であった。
1984年、近畿大学商経学部専任講師となり、1987年に助教授に昇任した後、1988年に岡山大学助教授に転じた。1992年から1993年にかけてカリフォルニア大学バークレー校客員研究員となった後、1994年に教授に昇任した。その後は、組織再編にともない、文化科学研究科所属を経て、2004年に社会文化科学研究科所属となった。また、2006年には、グラスゴー大学客員研究員となっている。
この間、2001年に日本不動産学会論文賞を受賞し、2013年から2015年にかけて応用地域学会会長を務めた。

## おもな著書

### 単著
- いま都市が選ばれる：競争と連携の時代へ、山陽新聞社、1995年
- まちづくり構造改革：地域経済構造をデザインする、日本加除出版、2014年

### 共著
- （田淵隆俊との共著）都市と地域の経済学、有斐閣、1996年
  - 2008年の新版では、黒田達朗が共著者に加わっている。
- （江島由裕との共著）地域産業創生と創造的中小企業、大学教育出版、2004年
- （大西隆、小田切徳美、安島博幸、藤山浩との共著）集落再生：「限界集落」のゆくえ：これで納得!、ぎょうせい、2011年

### 共訳
- （フィリップ・マッカン著、黒田達朗、徳永澄憲との共訳）都市・地域の経済学、日本評論社、2008年